# Geelong
Geelong – miasto w stanie Wiktoria w Australii, drugie co do wielkości miasto stanu (po Melbourne), zamieszkane przez około 160 tys. osób (2006). Geelong jest miastem portowym położonym ok. 75 km na południowy zachód od Melbourne nad zatoką Corio, będącą częścią większej zatoki Port Phillip. Połączone jest z Melbourne autostradą oraz linią kolejową.
Obszar ten był pierwotnie zamieszkany przez plemiona aborygeńskie (lud Wautharong). Pierwszym Europejczykiem, który odwiedził te tereny, był w roku 1802 John Murray.
Miasto jest punktem wypadowym do kilku atrakcji turystycznych, w tym malowniczej drogi Great Ocean Road, Wybrzeża Wraków (ang. „Shipwreck Coast”) oraz półwyspu Bellarine.
W mieście działa klub futbolu australijskiego – Geelong Football Club, występujący w ogólnokrajowej lidze AFL.
W mieście rozwinął się przemysł wełniarski, samochodowy, cementowy, narzędzi rolniczych, zbrojeniowy, chemiczny oraz spożywczy.